# ایستگاه متروی کوکفوسترز
ایستگاه متروی کوکفوسترز (انگلیسی: Cockfosters tube station) یکی از ایستگاه‌های خط پیکدیلی متروی لندن است.
این ایستگاه که در منطقه انفیلد لندن قرار دارد در سال ۱۹۳۳ میلادی تأسیس شده است.

## نگارخانه

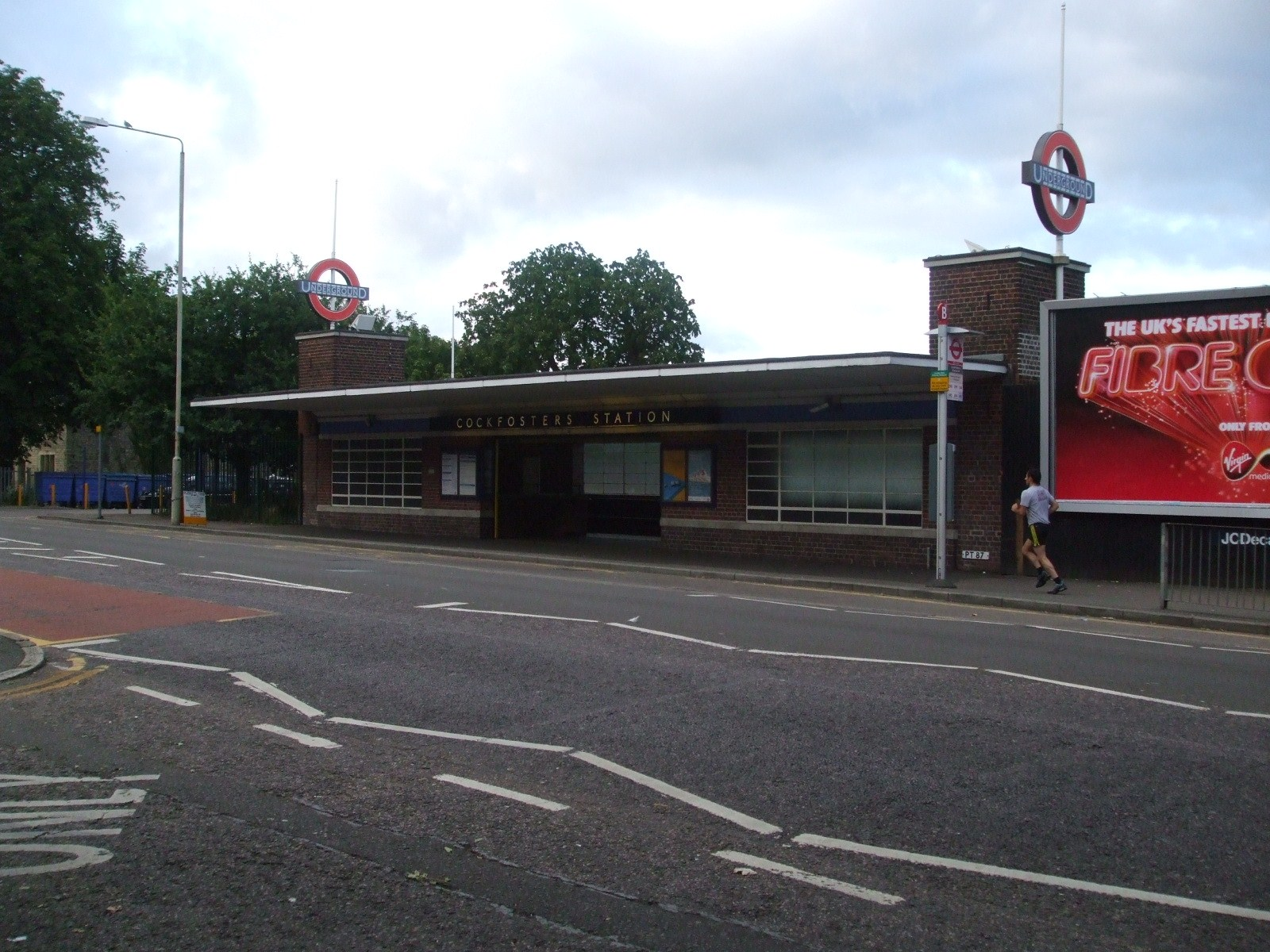
Main entrance
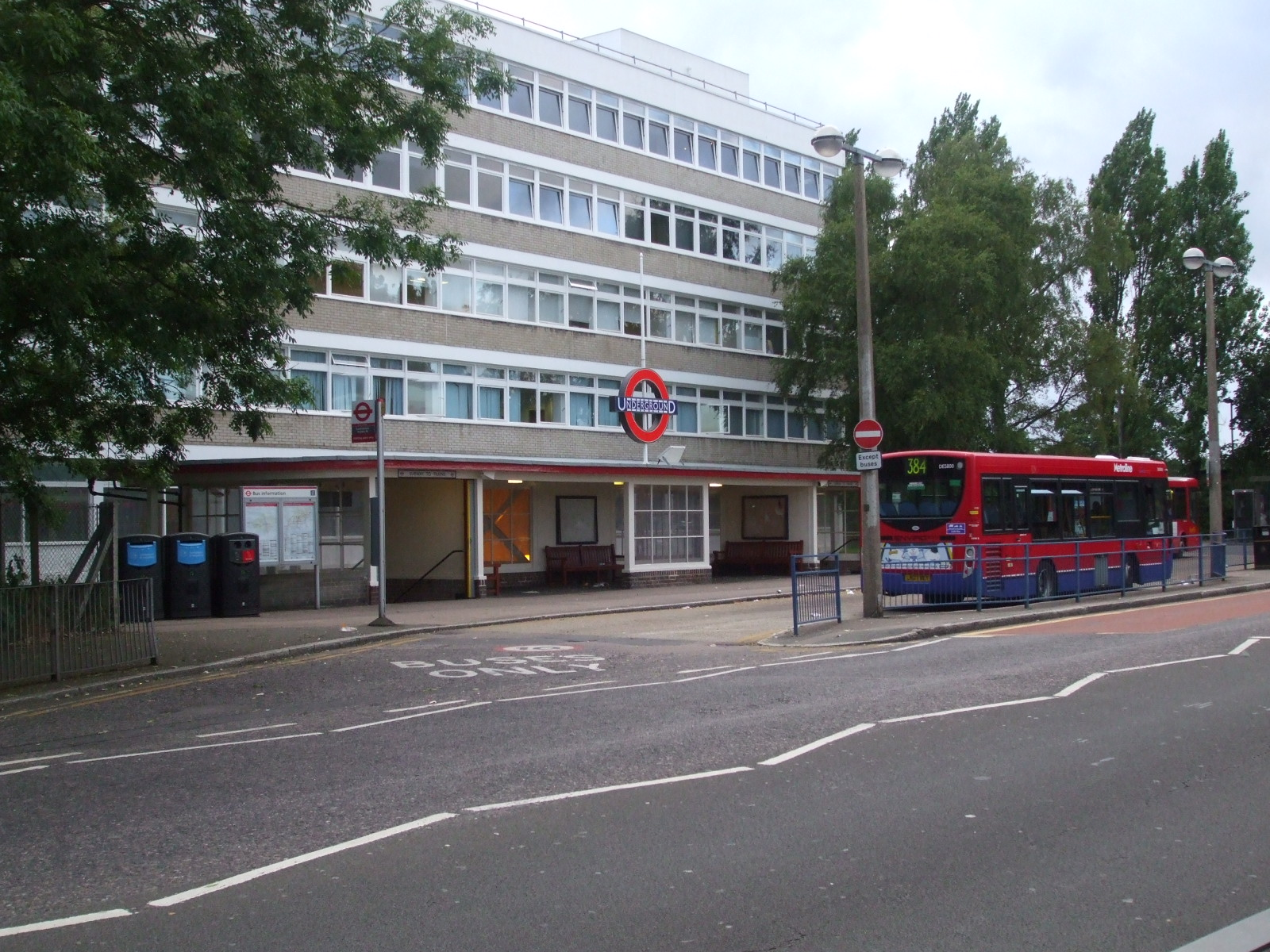
Western entrance
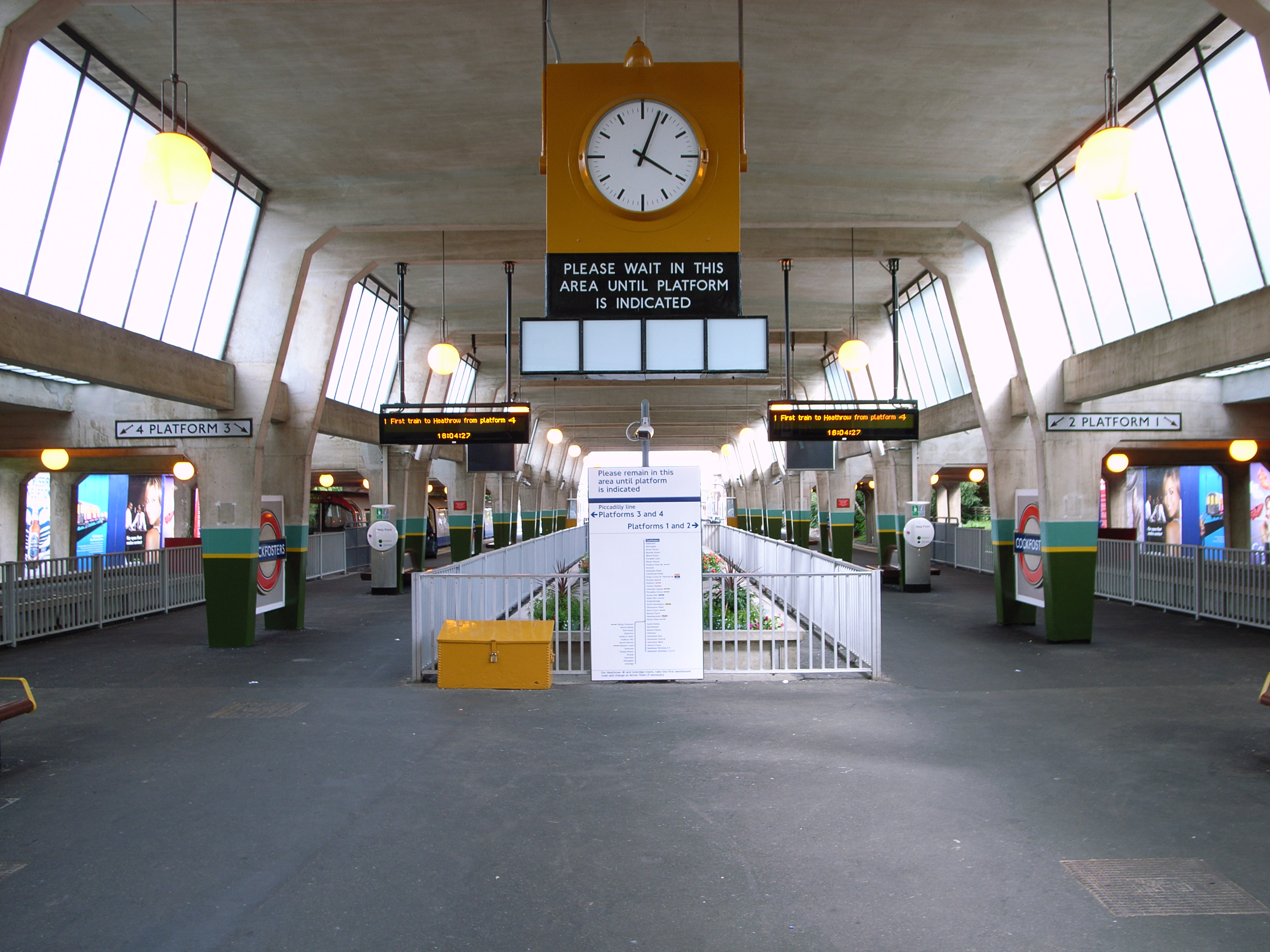
Concourse
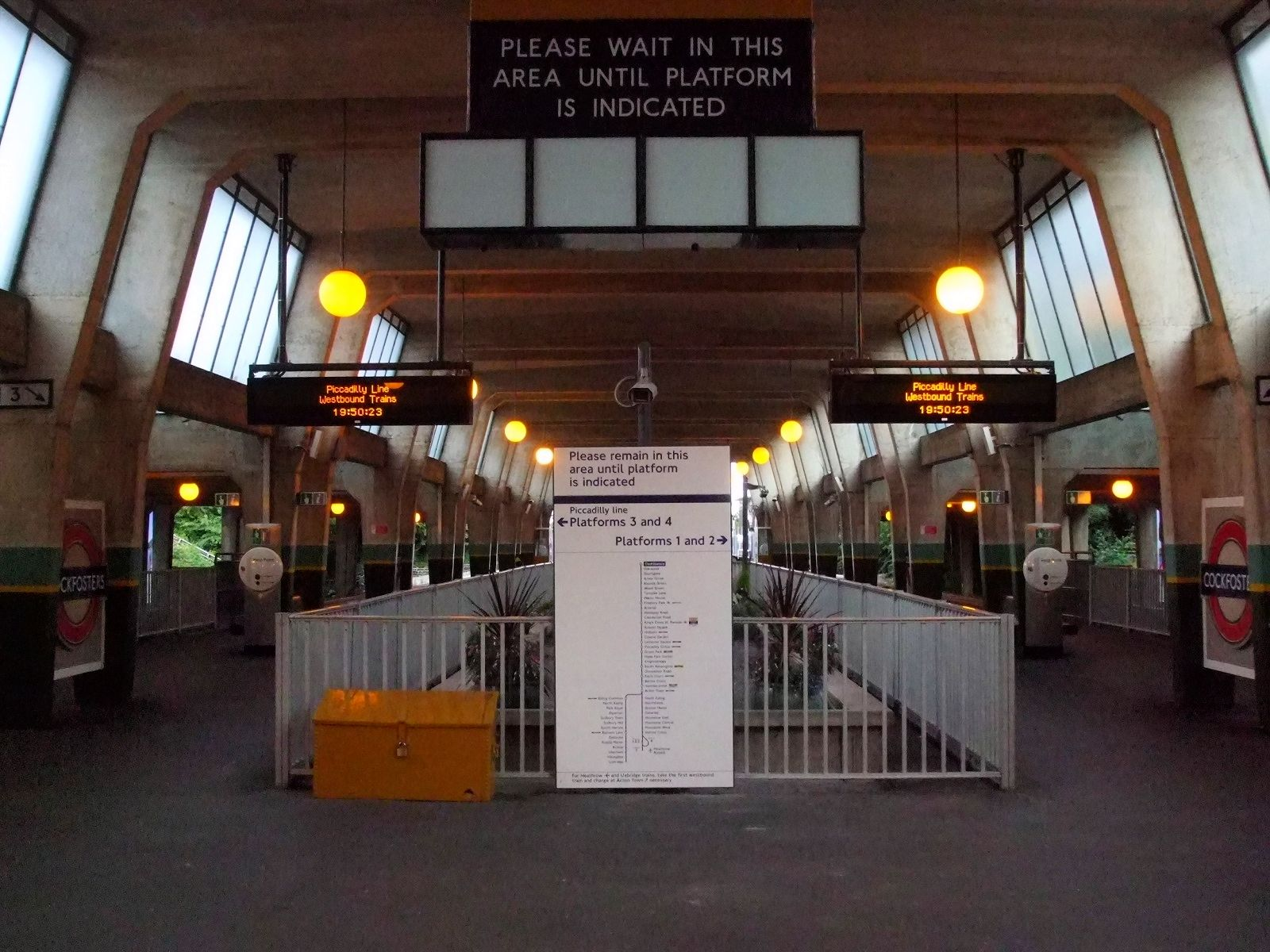
Concourse
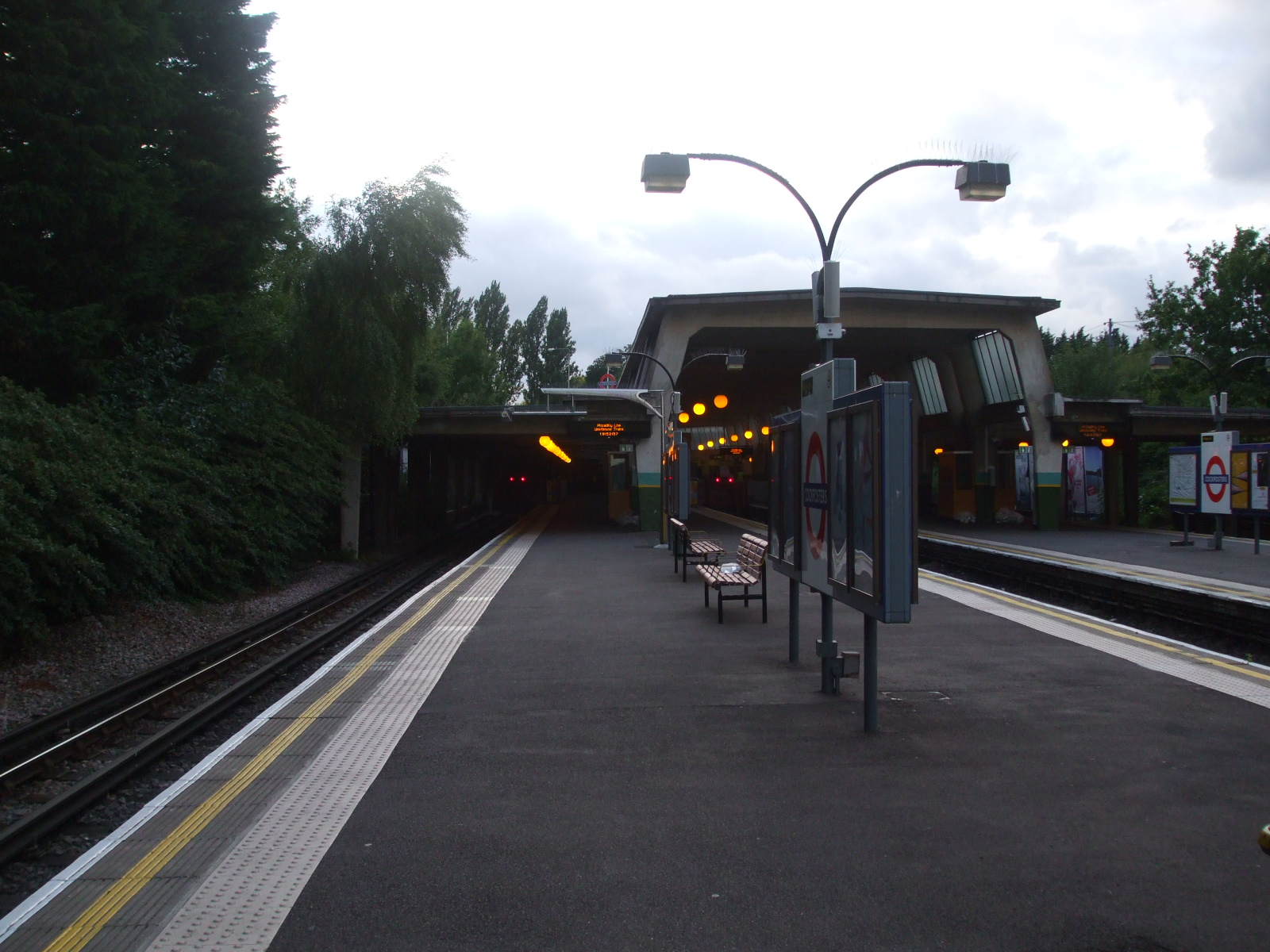
Platforms 1 & 2 looking north (platforms 3 & 4 on the far right)
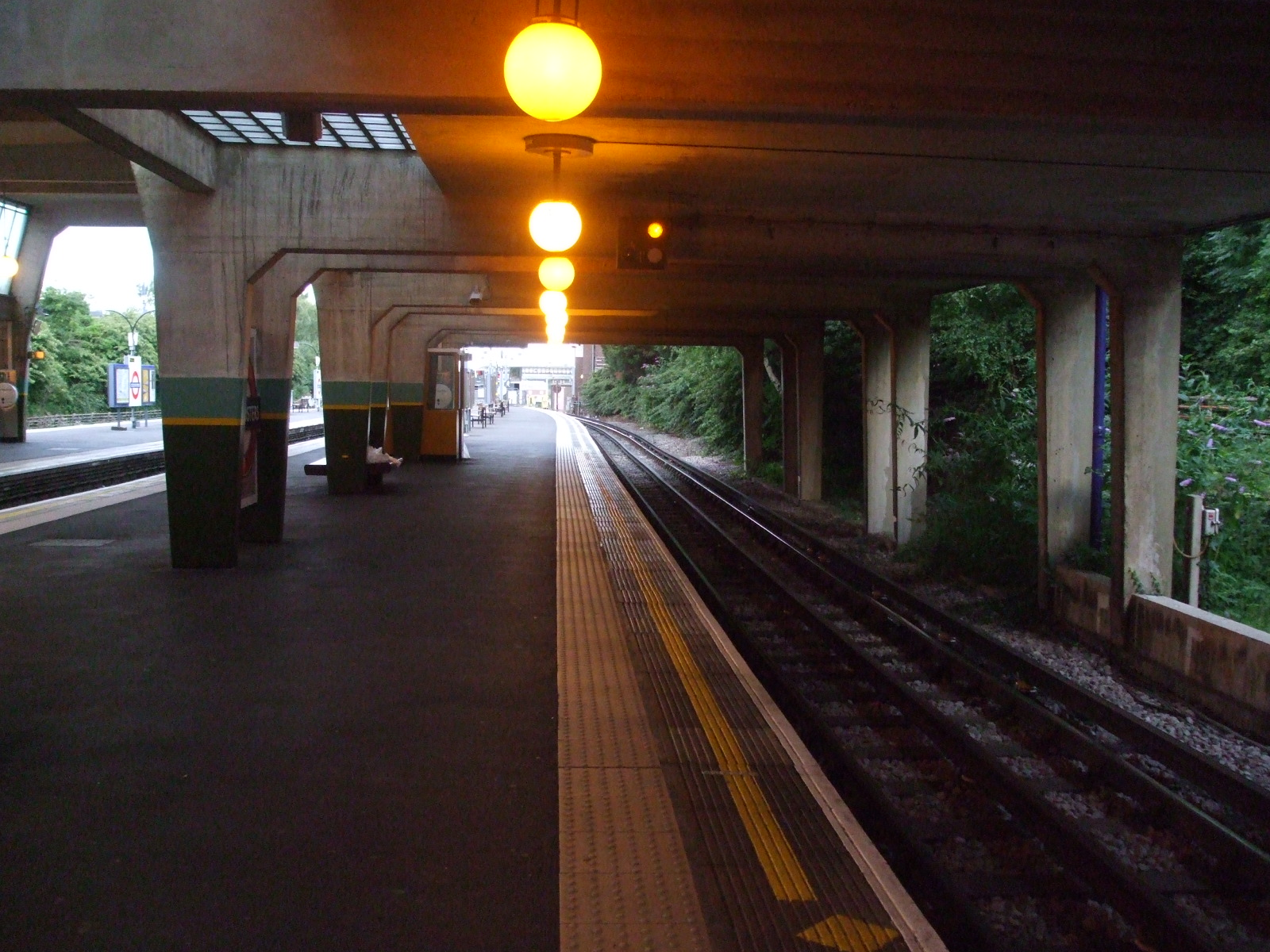
Platforms 1 & 2 looking south (platforms 3 & 4 on the far left)
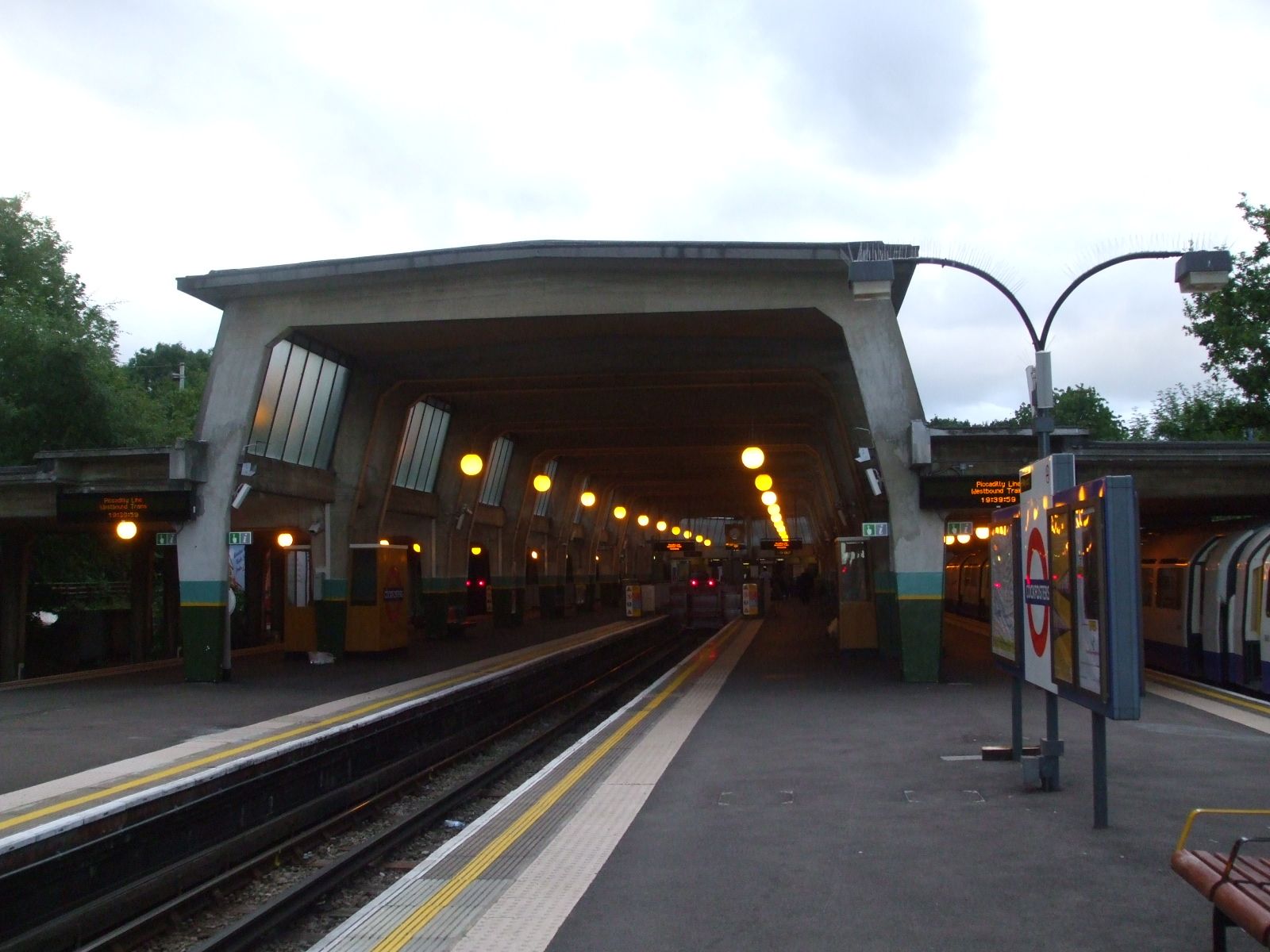
Platforms 3 & 4 looking north with a Piccadily line train on platform 4
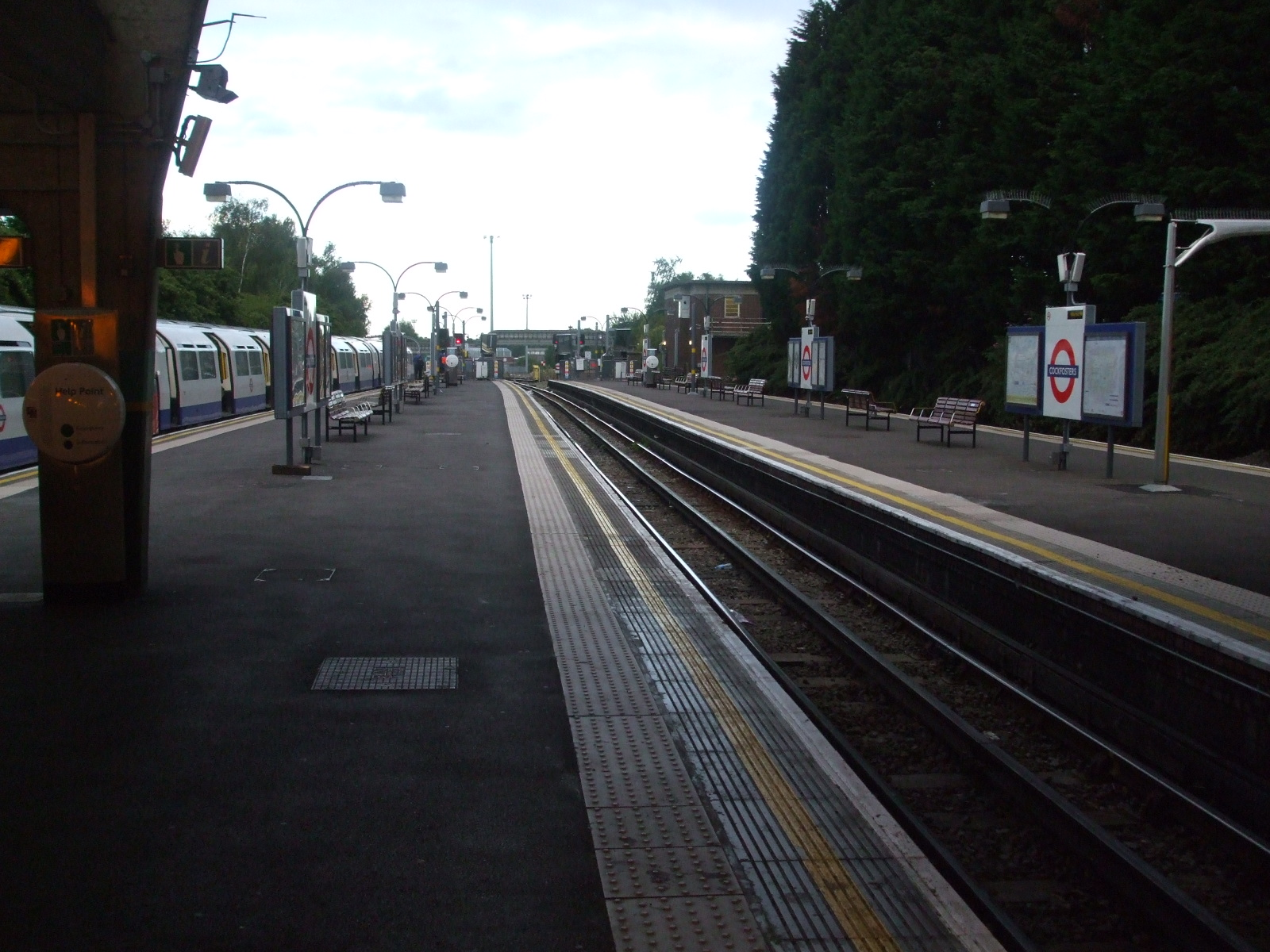
Platforms 3 & 4 looking south (platforms 1 & 2 on the far right)